# Особняк Рацкевича
Особняк Рацкевича — пам'ятка архітектури місцевого значення у Чернігові. Наразі у будівлі розміщується Чернігівська регіональна торгово-промислова палата.

## Історія
Рішенням виконкому Чернігівської обласної ради народних депутатів від 26.06.1989 № 130 надано статус «пам'ятника архітектури місцевого значення» з охоронним № 52-Чг.
Будівля має власну «територію пам'ятника» і розташована в «комплексній охоронній зоні» (також включає 2 пам'ятники архітектури — Воскресенську церкву та дзвіницю, Народний будинок — та 2 пам'ятки історії), згідно з правилами забудови та використання території. На будівлі встановлено інформаційну дошку.

## Опис
Сядибний будинок на безіменній вулиці (зараз Ринкова) збудовано наприкінці ХІХ — на початку ХХ століть у стилі модерн. Одноповерховий, дерев'яний, неправильної форми в плані будинок з ганком головного входу. Фасад спрямований на південний схід до Ринкової вулиці. Округлі та вигнуті деталі декору прикрашають фасад будівлі, що має подібність до іншого садибного будинку по вулиці Коцюбинського.
Будівлю було реконструйовано із збереженням зовнішнього вигляду фасаду. Наразі у будівлі розміщується Чернігівська регіональна торгово-промислова палата.